# Брукнер, Агнес
А́гнес Бру́кнер (англ. Agnes Bruckner; род. 16 августа 1985, Голливуд, Калифорния) — американская актриса.

## Биография
Агнес родилась в Голливуде 16 августа 1985 года в семье эмигрантов из Венгрии. Её отец — наполовину венгр, наполовину немец, мать — русская. В семье воспитывались также две её сестры и брат. Владеет русским и венгерским языками.
С 1990 года занимается танцами, балетом. С 1993 года выступает как детская фотомодель. На телевидении с 1996 года, сначала в пилотных проектах, затем исполняет роли девочек в телесериалах.
В 2002 году снимается в фильме Карена Мокриффа «Синяя машина», сыгранная роль Мег Деннинг в котором приносит ей популярность. В 2007 году Агнес предстаёт в образе Вивиан в фильме, сочетающий в себе жанры фэнтези, ужасы и мелодрамы, «Кровь и шоколад», который также приносит ей успех.
Агнес состоит в фактическом браке с Алефайо Брюэром. У пары есть сын Себастьян Лоупети Брюэр (род. 30 марта 2016).

## Избранная фильмография
- 2002 — Когда смолкли выстрелы
- 2002 — Отсчёт убийств — Лиза Майлс
- 2003 — Синяя машина — Меган Деннинг
- 2003 — Rick
- 2004 — Увольнительная
- 2004 — Гавань — Пиппа
- 2005 — Болото
- 2006 — Тёмный лес — Хизер Фазуло
- 2006 — Мирный воин — Сюзи
- 2006 — Страна мечты — Одри
- 2007 — Кровь и шоколад — Вивиан
- 2009 — Вакансия на жертву 2: Первый дубль — Джессика
- 2009 — Теория убийств — Дженнифер
- 2011 — Гавайи 5.0 — Таня
- 2012 — Турне миллионера — Билли
- 2013 — История Анны Николь — Анна Николь
- 2015 — Возвращённые — Никки Бэнкс
- 2015 — Однажды в сказке — Лили Пейдж/Лилит